# Árva (film)
Árva (Engels: Orphan) is een toekomstige Hongaars-Brits-Duits-Franse historische dramafilm, geregisseerd en mede geschreven door László Nemes. De hoofdrollen worden vertolkt door Bojtorján Barábas, Andrea Waskovics, Grégory Gadebois, Elíz Szabó, Sándor Soma en Marcin Czarnik.

## Verhaal
De film speelt zich af in 1957, na de Hongaarse Opstand in Boedapest tegen het communistische regime, waar Andor, een Joodse jongen, de waarheid ontdekt over zijn moeders overleving tijdens de Tweede Wereldoorlog.

## Rolverdeling
| Acteur            | Personage |
| ----------------- | --------- |
| Bojtorján Barabas | Andor     |
| Grégory Gadebois  |           |
| Andrea Waskovics  |           |
| Elíz Szabó        |           |
| Sándor Soma       |           |
| Marcin Czarnik    |           |

## Productie
Net als bij zijn eerdere films, Napszállta (2018) en Son of Saul (2015), schreef László Nemes het script samen met Clara Royer. De productie is in handen van Ildiko Kemeny en Ferenc Szale voor Pioneer Pictures, samen met Mike Goodridge voor het Britse Good Chaos, in co-productie met Alexander Rodnyansky van AR Content en Gregory Jankilevitsch van Mid March Media.

### Filmopnames
De filmopnames vonden gedurende tien weken plaats in Boedapest en eindigden in september 2024. Mátyás Erdély, die Napszállta en Saul fia van Nemes filmde, was nu ook weer director of photography en filmde op 35mm-film.

## Release
Árva zal op 28 augustus 2025 in première gaan op het Filmfestival van Venetië in de competitie voor de Gouden Leeuw.

## Prijzen en nominaties
De belangrijkste:
| Jaar | Prijs                    | Categorie    | Genomineerde(n) | Uitslag       |
| ---- | ------------------------ | ------------ | --------------- | ------------- |
| 2025 | Filmfestival van Venetië | Gouden Leeuw | László Nemes    | In afwachting |